# Sándor Haraszti
Dans les noms hongrois, le nom de famille précède le prénom, mais cet article utilise l’ordre habituel en français, où le prénom précède le nom.
Sándor Haraszti, né le 18 novembre 1897 à Czinderybogád et mort le 19 janvier 1982 à Budapest, est un journaliste et écrivain hongrois, fondateur du quotidien de gauche Népszabadság.